# Elecciones parlamentarias de Bulgaria de 1986
Las elecciones parlamentarias de Bulgaria fueron realizadas el 8 de junio de 1986.  El Frente de la Patria, controlado por el Partido Comunista Búlgaro, fue el único partido político en disputar las elecciones; todas las listas de candidatos tuvieron que ser aprobadas por el Frente. El Frente nominó un candidato para cada circunscripción. De los 400 candidatos, 276 eran militantes del Partido Comunista, 99 pertenecían a la Unión Nacional Agraria Búlgara y los 25 candidatos restantes no estaban afiliados a ningún partido. La participación electoral fue de un 99.5%.

## Resultados
| Partido                 | Votos     | %     | Escaños | +/– |
| ----------------------- | --------- | ----- | ------- | --- |
| Frente de la Patria     | 6.639.562 | 99.99 | 400     | 0   |
| Oposición               | 1.142     | 0.01  | –       | –   |
| Votos en blanco/nulos   | 4.941     | –     | –       | –   |
| Total                   | 6.645.645 | 100   | 400     | 0   |
| Fuente: Nohlen & Stöver |           |       |         |     |